# Lotte Claes
Lotte Claes (Sint-Niklaas, 5 mei 1993) is een Belgisch duatlete en wegwielrenster die sinds 2024 uitkomt voor Arkéa-B&B Hotels.

## Carrière
Claes is spoedverpleegkundige en Belgisch kampioene duatlon als ze in december 2019 op tv te zien is in Kamp Waes, waar ze in de derde aflevering opgeeft, na onder meer de durfsprong in het stuwmeer van Gileppe.
In juni 2021 werd Claes Belgisch kampioene tijdrijden voor clubrensters. Ze kreeg een contract aangeboden en werd op 22 augustus profrenster bij Doltcini-Van Eyck Sport. Voor deze ploeg werd ze 19e in de Giro della Toscana en 16e in de Tour de l'Ardèche. In 2022 ging ze mee naar de fusieploeg Bingoal-Chevalmeire-Van Eyck Sport. In juli van dat jaar won Claes de duatlon op Alpe d'Huez. Twee jaar later werd ze op Alpe d'Huez 18e in de slotrit en daarmee 16e in het eindklassement van de Tour de France Femmes. In september mocht ze mee naar het WK 2024 in Zürich, waar haar landgenote Lotte Kopecky haar wereldtitel prolongeerde.
Op 1 maart 2025 won Claes de Omloop Het Nieuwblad na een lange eindsprint met haar Poolse medevluchtster Aurela Nerlo. Bij het Belgisch kampioenschap gravel in augustus lag Claes lang op kop, samen met Marthe Truyen. Na een val in de laatste kilometers werd Claes tweede.

## Palmares

### Duatlon
- 2022:  WK lange afstand in Zofingen - 6:52.29
- 2023:  WK lange afstand in Zofingen - 6:53.47

### Gravel
- 2025:  BK Gravel

### Wegwielrennen
2021
Belgisch kampioene tijdrijden, clubrensters
2025
Omloop Het Nieuwsblad

#### Uitslagen in voornaamste wedstrijden
| Jaar | Ronde van Italië | Ronde van Frankrijk | Ronde van Spanje |
| ---- | ---------------- | ------------------- | ---------------- |
| 2022 |                  |                     |                  |
| 2023 |                  |                     |                  |
| 2024 |                  | 16e                 |                  |
| 2025 |                  | 31e                 |                  |

| Jaar | Gent-Wevelgem | Ronde van Vlaanderen | Amstel Gold Race | Luik-Bast.‑Luik | Omloop Het Nieuwsblad | Waalse Pijl | Ronde van Emilia |  | WK op de weg |
| ---- | ------------- | -------------------- | ---------------- | --------------- | --------------------- | ----------- | ---------------- |  | ------------ |
| 2022 |               | 94e                  | 105e             | 56e             |                       | 62e         |                  |  |              |
| 2023 |               |                      |                  |                 |                       |             |                  |  |              |
| 2024 |               | 69e                  |                  | 50e             |                       | 36e         | 33e              |  | 52e          |
| 2025 | 56e           |                      |                  |                 | ↑                     | 35e         |                  |  |              |

## Ploegen
- 2021 -  Doltcini-Van Eyck Sport (vanaf 22 augustus)
- 2022 -  Bingoal-Chevalmeire-Van Eyck Sport
- 2023 -  Stade Rochelais Charente-Maritime
- 2024 -  Arkéa-B&B Hotels
- 2025 -  Arkéa-B&B Hotels